# Джек Грінвелл
Джек Грінвелл (англ. Jack Greenwell, 2 січня 1884, Крук — 7 жовтня 1942, Богота) — англійський футболіст, що грав на позиції нападника. По завершенні ігрової кар'єри — тренер.
Відомий як один з перших тренерів в історії «Барселони», успішно керував іншими іспанськими командами, серед яких виділяються «Еспаньол» і «Валенсія». Привів «Універсітаріо» до перемоги в чемпіонаті Перу 1939 року і в тому ж році виграв з національною збірною цієї країни чемпіонат Південної Америки.

## Клубна кар'єра
Джек Грінвелл народився в містечку Крук в графстві Дарем і там же починав кар'єру футболіста в аматорській команді «Крук Таун». За 11 сезонів він по одному разу виграв першість Крука і Лігу Округу, а також провів багато матчів у Кубку Англії. Крім цього Грінвелл в 1909 році виступив у складі клубу «Вест-Окленд», вигравши з ним Трофей Сера Томаса Ліптона, в якому взяли участь клуби з континентальної Європи (Німеччини, Італії, Швейцарії), і виграв його.
1912 року перейшов до клубу «Барселони», за який відіграв 4 сезони. Більшість часу, проведеного у складі «Барселони», був основним гравцем атакувальної ланки команди. Тоді ще не проводився єдиний чемпіонат Іспанії — його роль виконував Кубок Короля, а команди виступали в регіональних чемпіонатах. Грінвелл двічі вигравав чемпіонат Каталонії і, виступаючи на позиції вінг-халфа (півзахисника, що виступав ближче до краю поля, згодом ця позиція трансформувалася у флангового захисника), у 88 матчах за «синьо-гранатових» забив 10 голів. Завершив професійну кар'єру футболіста виступами за «Барселону» у 1916 році.

## Кар'єра тренера
У 1917 році він став тренувати «Барселону», ставши другим тренером в історії цього клубу після свого співвітчизника англійця Джона Берроу.
В статусі тренера Грінвелл 5 разів вигравав з «Барселоною» чемпіонат Каталонії і двічі вигравав Кубок Короля. Грінвелл із самого початку став експериментувати. Він використовував зоряного нападника «Барселони» Пауліно на позиції центрального захисника. Філософія Грінвелла була в тому, щоб починати атаки з глибини, використовуючи перепасовку між гравцями замість дриблінгу та спроб обіграти суперника один-в-один.
Грінвелл покинув «Барселону» в 1923 році і працював з командами «Сантс» та «Кастельйон».
У 1929 році Грінвелл уже як тренер «Еспаньйола» зробив «дубль», вигравши першість Каталонії і Кубок Короля, а також фінішував на 7-му місці в першому в історії сезоні Ла Ліги. Одним із лідерів тієї команди був Рікардо Самора, який працював з Грінвеллом ще в «Барселоні» у 1919—1922 роках.
Після року роботи в «Мальорці», в 1931 році Грінвелл повернувся в «Барселону», з якою вшосте (для себе всьоме) виграв чемпіонат Каталонії. Потім він очолив «Валенсію», вигравши з нею регіональну першість (es:Campeonato Regional de Valencia).
До 1936 року Грінвелл тренував «Спортінг» з Хіхона, але, рятуючись від Громадянської війни в Іспанії, поїхав разом зі своєю дружиною Доріс Рубенштейн в Туреччину, де продовжив тренерську діяльність. У 1939 році Грінвелл відправився в Перу, де відразу став тренувати один з найсильніших клубів країни, «Універсітаріо де Депортес». Більш того, Федерація футболу Перу призначила Джека головним тренером збірної на домашньому чемпіонаті Південної Америки. Грінвелл повністю виправдав надії, привівши перуанців до першого в історії титулу чемпіонів Південної Америки. У тому ж році Грінвелл привів і «Універсітаріо» до перемоги в чемпіонаті Перу.
1940 року перебрався до Колумбії, отримавши посаду головного тренера збірної цієї країни, з якою, утім, пропрацював нетривалий час. 
Останнім же місцем роботи Гринвелла став щойно утворений колумбійський клуб «Санта-Фе». Він тренував цю команду протягом півроку, але 7 жовтня (за іншими даними 20 листопада) 1942 року раптово помер у місті Богота від серцевого нападу, коли він повертався на машині з тренування. Його дружина і дочка Кармен на той момент знаходилися в Перу.

## Титули і досягнення

### Як гравця
- Чемпіон Каталонії (2): 1912/13, 1915/16
- Переможець Трофею сера Томаса Ліптона (1): 1909
- Переможець Окружної ліги Крука (1): 1902

### Як тренера
- Чемпіон Перу (1): 1939
- Володар Кубка Короля (3): 1920, 1922, 1928/29
- Чемпіон Каталонії (7): 1918/19, 1919/20, 1920/21, 1921/22, 1928/29, 1931/32
- Чемпіон Валенсії (1): 1933/34
- Чемпіон Південної Америки (1): 1939